# Ейми Джонсън
Ейми Джонсън (на английски: Amy Johnson), фамилно име по съпруг Молисън (Mollison, 1932 – 1938) е английска авиаторка, пионер в авиацията, британски офицер и военен летец от Втората световна война.
Летейки сама или със съпруга си Джим Молисън, Джонсън поставя голям брой рекорди за дълго разстояние през 30-те години на XX век. През Втората световна война тя лети в Спомагателния въздушен транспорт, като загива при полет за връщане на самолет в базата.

## Ранен живот
Джонсън е родена в Кингстън ъпон Хъл, Йоркшър и получава образованието си в общинската гимназия Boulevard (по-късно Гимназия Кингстън) и Шефилдския университет, където завършва с бакалавърска степен по икономика. След това работи в Лондон като секретар на адвоката Уилям Крокър. Тя е въведена в летенето като хоби, като придобива пилотски лиценз „A“ Licence № 1979 на 6 юли 1929 в Лондонския аеропланен клуб под ръководството на капитан Валънтайн Бейкър. В същата година тя става първата жена, която получава инженерен лиценз „C“.

## Авиационна кариера
Нейният баща, винаги сред най-силните ѝ поддръжници, предлага да ѝ купи самолет. Със средства от баща си и виконт Чарлс Уейкфийлд тя закупува на втора ръка G-AAAH de Havilland DH.60 Moth, който наименува „Jason“, не по името на аргонавта от гръцката легенда, а по търговската марка на баща си.
Джонсън придобива световно признание, когато през 1930 г. става първата жена, летяла соло от Англия до Австралия. Летейки на своя „Jason“ Gipsy Moth, тя отлита от Кройдън, южно от Лондон, на 5 май през същата година и каца в Даруин, Северна територия на 24 май, преодолявайки 18 000 км. Нейният самолет от този полет може все още да се види в Научния музей в Лондон. Като признание за това свое постижение тя получава трофея Хармън, както и Орден на Британската империя. Също така е удостоена с пилотски лиценз № 1 според Въздушните навигационни разпоредби на Австралия.
През юли 1931, Джонсън и нейният съпилот Джак Хъмфрис стават първите авиатори, летели от Лондон до Москва за един ден, завършвайки пътуването от 1830 км приблизително за 21 часа. От там те продължават през Сибир до Токио, поставяйки рекордно време за полет от Великобритания до Япония. Полетът е извършен със самолет de Havilland Puss Moth.
На 29 юли 1932 година Джонсън се омъжва за известния шотландски пилот Джим Молисън, който ѝ прави предложение за брак по време на полет, на който са заедно, само 8 часа след като са се срещнали.
През юли 1932 г. Джонсън поставя соло рекорд за полет от Лондон до Кейп Таун, Южна Африка в самолет Puss Moth, чупейки рекорда на новия си съпруг. Следващите ѝ полети са дуо, летейки с Молисън, като прелита с G-ACCV „Seafarer“, de Havilland Dragon Rapide в непрекъснат полет от Пендин Сендс, Южен Уелс до Съединените щати през 1933 г. Горивото на самолета им обаче свършва и те катастрофират в Бриджпорт, Кънектикът, вследствие на което и двамата са ранени. След като се възстановяват, двойката празнично е приета в Ню Йорк с хвърляне на телеграфни ленти по Уол Стрийт.
Семейство Молисън също така прелита за рекордно кратко време от Великобритания до Индия през 1934 година с de Havilland DH.88 Comet, като част от въздушното състезание MacRobertson от Великобритания до Австралия. Поради проблеми с двигателя обаче те са принудени да се оттеглят от състезанието при Аллахабад.
През май 1936 г. Джонсън прави последния си чупещ рекорд полет, възвръщайки си рекорда от Великобритания до Южна Африка с G-ADZO Percival Gull Six.
През 1938 г. Джонсън се развежда с Молисън. Скоро след това тя връща девическото си фамилно име.

## Втора световна война
През 1940 г., по време на Втората световна война, Джонсън се присъединява към образувания Въздушен спомагателен транспорт, чиято дейност е да транспортира самолети на Кралските ВВС из страната; там се издига до ранга първи офицер. Нейният бивш съпруг Джим Молисън също лети за ВСТ през цялата война.

### Гибел
На 5 януари 1941, докато лети на Airspeed Oxford за ВСТ от Блакпул до КВВС Кидлингтън (близо до Оксфорд), Джонсън излиза от курса при тежки метеорологични условия. При свършване на горивото тя скача, като самолетът ѝ се разбива в устието на река Темза. Екипажът на HMS „Haslemere“ вижда парашута ѝ; и въпреки че е видяна жива във водата, опитът за спасяване е неуспешен и тя се удавя.
Тялото ѝ не е открито. Инцидентът води също до смъртта на опиталия се да я спаси лейтенант Уолтър Флетчър от HMS „Haslemere“.
Мемориална служба е проведена в църквата „Сейнт Мартин ин дъ Фийлдс“ на 14 януари 1941 г.

### Оспорвани обстоятелства
Все още има известна загадъчност относно инцидента, тъй като точната причина за полета все още е правителствена тайна, но има данни, че освен Джонсън и Флетчър, е имало и трети човек (вероятно когото тя е превозвала). Той също е видян във водата и също се удавя. Ейми Джонсън е първият член на ВСТ, загинал по време на служба. През 1999 г. е обявено, че Том Мичъл от Краубъро, Съсекс, е свалил героинята, след като тя двукратно не е дала правилния идентификационен код по време на полета. Той разказва: „Причината, поради която Ейми бе свалена, е че тя даде погрешния цвят на деня по радиовръзката.“ (Това е парола за идентифициране на самолета, известна на британските ВВС сили). Мичъл обяснява как самолетът е бил засечен и как е установен контакт по радиото. Направено е запитване за паролата. Тя двукратно дава погрешна. „Шестнадесет патрона бяха изстреляни и самолетът падна в естуара на Темза. Ние всички смятахме, че това е вражески самолет до следващия ден, когато прочетохме вестниците и открихме, че е била Ейми. Офицерите ни предупредиха никога да не казваме какво се е случило.“